# Majholmen, Pyttis
Majholmen är en ö i Finland. Den ligger i Finska viken och i kommunen Pyttis i landskapet Kymmenedalen, i den södra delen av landet. Ön ligger omkring 20 kilometer väster om Kotka och omkring 95 kilometer öster om Helsingfors.
Öns area är 8,5 hektar och dess största längd är 410 meter i nord-sydlig riktning.